# Yamatocallis acericola
Yamatocallis acericola är en insektsart som beskrevs av Masanobu Higuchi 1974. Yamatocallis acericola ingår i släktet Yamatocallis och familjen långrörsbladlöss. Inga underarter finns listade i Catalogue of Life.